# Ablabesmyia prorasha
Ablabesmyia prorasha es una especie de insecto díptero del género Ablabesmyia, familia Chironomidae.

Fue descrito por primera vez en 2002 por Kobayashi & Kubota. 

## Distribución
Se distribuye por Japón.